# 善通寺市消防本部
善通寺市消防本部（ぜんつうじししょうぼうほんぶ）は、香川県善通寺市の消防部局（消防本部）。

## 管内の現況
- 管内の人口 - 32,107人

2019年（平成31年）4月1日現在
- 管内の世帯数 - 13,108世帯

2019年（平成31年）4月1日現在
- 管内の面積 - 39.93 km2

2019年（令和元年）10月1日

## 沿革
【出典】
- 1956年（昭和31年）4月1日 - 善通寺市消防本部が発足する。
- 1957年（昭和32年）3月 - 消防本部庁舎を生野町1161番地市役所構内に新築する。
- 1965年（昭和40年）4月 - 消防本部庁舎を善通寺町648番地の69に移転する。
- 1973年（昭和48年）11月 - 消防本部庁舎を善通寺町230番地の5に新築し、移転する。
- 1987年（昭和62年）12月 - 下り線善通寺I.C〜さぬき豊中I.C間の救急業務等を開始する。
- 1997年（平成9年）2月 - 高規格救急車の運用を開始する。
- 2013年（平成25年）3月 - 消防救急デジタル無線設備を丸亀市消防本部、多度津町消防本部と共同で運用を開始する。
- 2014年（平成26年）5月 - 丸亀市・善通寺市・多度津町消防通信指令事務協議会を設置し、丸亀市、多度津町と中讃消防指令センターの共同運用を開始する。
- 2015年（平成27年）11月 - 消防本部庁舎を文京町四丁目1番3号に新築し、移転する。

## 組織
【出典】
- 消防長（消防司令長）
  - 消防次長（消防司令）
    - 消防総務課
      - 総務係
      - 消防防災係

    - 予防課
      - 予防係
      - 指導係

    - 消防署
      - 第一隊
      - 第二隊

## 消防機械
【出典】
| 消防車両                     | 配置台数                         |
| ---------------------------- | -------------------------------- |
| 屈折はしご付消防ポンプ自動車 | 1台                              |
| 救助工作車                   | 1台                              |
| 水槽付消防ポンプ自動車       | 1台                              |
| 消防ポンプ自動車             | 4台（うち2台は善通寺市消防団）   |
| 資機材搬送車                 | 1台                              |
| 小型動力ポンプ               | 17台（うち15台は善通寺市消防団） |
| 小型動力ポンプ積載車         | 15台（全て善通寺市消防団）       |
| 高規格救急自動車             | 3台                              |
| 指令広報車等                 | 4台（うち3台は善通寺市消防団）   |
| 連絡車                       | 1台                              |